# Mateo Bustamante
Mateo Bustamante (* 22. Juni 2001) ist ein bolivianischer Sprinter, der sich auf den 400-Meter-Lauf spezialisiert hat.

## Sportliche Laufbahn
Erste Erfahrungen bei internationalen Meisterschaften sammelte Mateo Bustamante im Jahr 2024, als er bei den Hallensüdamerikameisterschaften in Cochabamba in 48,87 s den sechsten Platz über 400 Meter belegte. Zudem gewann er mit der bolivianischen 4-mal-400-Meter-Staffel in 3:17,87 min gemeinsam mit Marcelo Pérez, Ikenna Ibe-Akobi und Nery Peñaloza die Silbermedaille hinter dem venezolanischen Team.
2023 wurde Bustamante bolivianischer Meister im 200-Meter-Lauf sowie in der 4-mal-400-Meter-Staffel. Zudem wurde er 2024 Hallenmeister im 400-Meter-Lauf.

## Persönliche Bestzeiten
- 200 Meter: 21,64 s (+0,4 m/s), 4. Juni 2023 in Cochabamba
- 400 Meter: 48,43 s, 13. Januar 2024 in Cochabamba